# Kaliwerk Wilhelmshall-Ölsburg
Das Kaliwerk Wilhelmshall-Ölsburg ist ein stillgelegtes Bergwerk in der Nähe von Groß Ilsede im Landkreis Peine in Niedersachsen. Von 1900 bis 1928 wurde dort Bergbau auf Kalisalze betrieben, in den Jahren 1931 bis 1932 versuchte man mit mäßigem Erfolg Erdöl zu gewinnen. Zwischen 1935 und 1936 ist das Grubengebäude unbemerkt ersoffen.

## Geologie
Der Salzstock von Ölsburg ist eine von etwa 200 bekannten Lagerstätten dieser Art in Norddeutschland. Die Salzschichten, aus denen die Lagerstätte entstand, bildeten sich zur Zeit des Zechsteins vor rund 260 Millionen Jahren, als Meerwasser in einem flachen Becken verdunstete. Später wurden die Salzschichten durch weitere Ablagerungen überdeckt und liegen heute in einer Teufe von circa 3000 Metern. In einer Schwächezone des Grundgebirges haben die Salze die Hangendschichten durchstoßen (→ Halokinese). Das Salz im oberen Teil des Salzstockes wurde durch das Grundwasser gelöst und fortgeschwemmt. Zurück blieben schwerlöslicher Anhydrit und Ton. Diese bildeten den sogenannten Gipshut über der eigentlichen Salzlagerstätte.

## Geschichte und Technik

### Aufschlussgeschichte
Die Gewerkschaft Wilhelmshall, später eine 99%ige Tochter der Heldburg AG für Bergbau, bergbauliche und andere industrielle Erzeugnisse, führte bereits 1872 erfolgreich Tiefbohrungen im Raum Ilsede auf der Suche nach Steinsalz durch. Daraufhin wurden der Gewerkschaft am 9. Dezember 1874 Berechtsame vom Braunschweigischen Staat in der Größe von 1,84 km² verliehen. Die Grubenfelder lagen in den Gemarkungen Ölsburg, Groß und Klein Ilsede, Gadenstedt, Oberg, Schmedenstedt, Dungelbeck, Woltorf, Berkum, Mölme, Oedelum und Adenstedt. Sie markscheideten mit den Berechtsamen der Hannoversche Kaliwerke AG, der Kalibohrgesellschaft Adlum und der Eisenerzgrube Bülten-Adenstedt. Von 1880 bis 1887 wurde das Bergwerkseigentum an die Saline Ölsburg AG verpachtet. Im Anschluss führte die Gewerkschaft insgesamt 5 Tiefbohrungen auf der Suche nach einer abbauwürdigen Kalisalzlagerstätte durch. Während eine Bohrung (IV) nicht fündig wurde, wiesen die vier anderen Bohrungen Kalisalzlager zwischen 319 und 380, sowie in Bereichen zwischen 717 und 980 Metern Teufe nach. Es handelte sich hierbei um Sylvinit mit einem Chlorkaliumgehalt von 46,8 % und mehrere Hartsalzschichten.

### Schachtanlage Wilhelmshall
Auf Grundlage der zufriedenstellenden Bohrergebnisse begann die Gewerkschaft Wilhelmshall am 1. Juni 1900, einen Schacht in der Nähe der Ortschaft Ölsburg abzuteufen. Die oberen 48 Meter des 5,5 bis 6 Meter weiten Schachtes wurden mit gusseisernen Tübbings wasserdicht gegen das wasserführende Gebirge ausgebaut. Darunter stand der Schacht in relativ trockenen Tonschichten mit Einlagerungen von Anhydrit. Dieser Teil wurde mit Ziegelsteinen ausgemauert und die Mauerung im Salzstock fortgesetzt, der bei 203 Meter Teufe angefahren wurde. Der Salzspiegel fiel im Bereich des Schachtes mit 78 bis 100 gon steil ein, so dass auf 30 Schachtmetern auf einer Seite im Schachtstoß Ton- und Anhydrit anstanden und auf der anderen Seite Steinsalz. Diese geologische Schwachstelle führte am 21. August 1901 zu einem starken Wassereinbruch, der den Schacht in kurzer Zeit vollständig überflutete. Zu diesem Zeitpunkt hatte man den Schacht bereits bis 520 m Teufe fertiggestellt. Versuche, den Schacht nachträglich schrittweise mit Tübbings bis zum wasserundurchlässigen Gebirge auszubauen, schlugen fehl. Da die Kosten der Aufwältigung einem Neubabteufen gleichkamen, entschied die Heldburg AG den Schachtbau im Oktober 1906 einzustellen. Zu diesem Zeitpunkt waren bereits ein großer Teil der Tagesanlagen fertiggestellt. Die Kuxe an der Gewerkschaft Wilhelmshall wurden an ein Konsortium aus verschiedenen Bankhäusern aus Hannover, Berlin und Köln für 1 Million Mark in Form einer Hypothek veräußert. Konsortialführer war der Bankier Wilhelm Schmitz.
Unter den neuen Eigentümern wurden die Arbeiten zur Sümpfung des Schachtes wieder aufgenommen und es gelang den Schacht bis 1912 vollständig abzudichten und trockenzulegen. Von der Rasenhängebank bis in 258 Meter Teufe stand der Schacht schließlich in Tübbings. Der Schacht Wilhelmshall erhielt eine Endteufe von 770 Metern. Tiefbausohlen wurden bei 500, 640, 720 und 750 Metern Teufe an den Schacht angeschlossen, eine 800-Meter-Sohle wurde als Unterwerksbau aufgefahren. Am 1. Januar 1914 trat das Kaliwerk Wilhelmshall-Ölsburg dem Deutschen Kalisyndikat bei und am 1. Juni 1915 wurde die Förderung offiziell aufgenommen.
Zunächst hatte die Gewerkschaft durch den Ersten Weltkrieg mit wirtschaftlichen Schwierigkeiten zu kämpfen. In den Jahren 1918 bis 1920 wurden 30.000 bis 65.000 Tonnen Steinsalz im Jahr gefördert. 1920 wurde eine Genehmigung für die Einleitung von Abwässern aus der Verarbeitung von täglich 250 Tonnen Carnallit beantragt. Im gleichen Jahr wurde die Gewerkschaft Wilhelmshall von der Gewerkschaft Volkenroda übernommen. Die Gewerkschaft Volkenroda gelangte selbst 1922 an die Kaliwerke Krügershall und somit in die Hände der Burbach-Kaliwerke AG.
Da das Bergwerk zum größten Teil auf einer braunschweigischen Enklave im hannoverschen Staatsgebiet lag, wurde kein zweiter Schacht als unabhängiger Fluchtweg abgeteuft. Das braunschweigische Bergrecht schrieb dies nicht zwingend vor.

### Stilllegung
Es setzte 1924 eine Rezession auf dem Kalimarkt ein, so dass der Betrieb 1924 und 1925 bis auf Unterhaltungsarbeiten vollständig ruhte. 1926 bis 1927 wurden Aufschlussarbeiten im Sylvinitlager auf der 750-m-Sohle durchgeführt. Nachdem 1928 eine kleinere Menge Kalisalz abgebaut wurde, wurde am 12. Dezember 1928 die Liquidation der Gewerkschaft Wilhelmshall beschlossen, das Vermögen ging an die Burbach-Kaliwerke über. Diese versuchte zwischen 1931 und 1932 von der Schachtanlage aus Erdöl durch horizontale Bohrungen auf der 720-m-Sohle zu gewinnen. Der Erfolg blieb unbefriedigend und der Bergwerksbetrieb wurde 1933 endgültig stillgelegt.
In den darauffolgenden Jahren wurde der größte Teil der übertägigen Gebäude und Einrichtungen abgerissen. Als im Dezember 1936 das Fördergerüst demontiert werden sollte, stellten Arbeiter fest, dass die Schachtröhre bis in 16 Meter Teufe unter Wasser stand. Da der Schacht zuletzt im Jahr 1934 kontrolliert worden war, muss das Kaliwerk 1935 oder 1936 unbemerkt ersoffen sein.

## Heutiger Zustand (2010)
Das ehemalige Zechengelände befindet sich in Ölsburg parallel der Straße Am Kalischacht. Auf einem von Norden nach Süden ausgerichteten, längsrechteckigen Grundstück steht im Norden noch ein Werkstattgebäude, in dessen Nähe sich heute eine Siloanlage befindet. Im Süden ist noch die Kaue und Verwaltung erhalten. Zwischen den beiden Relikten des Kaliwerks befindet sich der abgedeckte Schacht.
Die Wohnkolonie der Arbeiter bestand aus Wohnhäusern an den Straßen Am Kalischacht, An der Fuhse und Götzenburg.